# Линия Калвер, Ай-эн-ди
Линия Калвер — линия Нью-Йоркского метрополитена в боро Бруклин. Обслуживается маршрутами: F (круглосуточно), <F> (в часы пик в пиковом направлении) и G (круглосуточно).
Линия носит имя Эндрю Калвера — основателя наземной железной дороги, которая в XIX веке проходила по южной части трассы сегодняшней линии. В 1919 году компания Би-эм-ти заменила наземную железную дорогу на эстакадную, а в 1933 компания Ай-эн-ди построила преимущественно подземную линию (под названием линия Бруклин), ведущую на Манхэттен. В 1954 году, после объединения сетей метрополитена в Нью-Йорке под единым руководством, две части линии были соединены: подземная ветка (линия Бруклин, Ай-эн-ди) стала её северной половиной, а бо́льшая часть эстакадной (линии Калвер, Би-эм-ти) была использована как южная. Получившаяся при этом объединённая линия получила название линия Калвер, Ай-эн-ди. Остался эстакадный участок севернее станции Дитмас-авеню, который заканчивался на нижнем уровне станции Девятая авеню, он до 1975 года обслуживался челночным маршрутом, а в 1980-х годах был снесён.

## Список станций
| Эссекс-стрит (1908) |
|                     |
|                     |

|  |  |  |
|  |  |  |
|  |  |  |

|  |  |  |
|  |  |  |
|  |  |  |

| Сатфин-бульвар — Арчер-авеню — Аэропорт имени Джона Кеннеди (1988) |
|                                                                    |
|                                                                    |

| Джамейка-Сентер — Парсонс — Арчер (1988) |
|                                          |
|                                          |

| Марси-авеню (1888) |
|                    |
|                    |

| Хьюс-стрит (1888) |
|                   |
|                   |

| Лоример-стрит (1888) |
|                      |
|                      |

| Флашинг-авеню (1888) |
|                      |
|                      |

| Мертл-авеню (1888) |
|                    |
|                    |

|  |
|  |
|  |
|  |
|  |

| Кларк-стрит — Тиллари-стрит (1888—1940) |
|                                         |
|                                         |
|                                         |
|                                         |
|                                         |

| Корт-стрит — Мертл-авеню (1888—1940) |
|                                      |
|                                      |
|                                      |
|                                      |
|                                      |

| Декалб-авеню (1915) |  |
|                     |  |

| Атлантик-авеню — Барклайс-центр (1920) |
|                                        |
|                                        |

| Атлантик-авеню — Барклайс-центр (1915) |  |
|                                        |  |

| Франклин-авеню (1896) |  |
|                       |  |

| Седьмая авеню (1920) |  |
|                      |  |

| Бруклин-авеню — Томпкинс-авеню (1888—1940) |
|                                            |
|                                            |
|                                            |
|                                            |
|                                            |

| Олбани-авеню — Самнер-авеню (1888—1940) |
|                                         |
|                                         |
|                                         |
|                                         |
|                                         |

| Атлантик-авеню (1889) |  |
|                       |  |

| 36-я улица (1915) |  |
|                   |  |

| Проспект-парк (1878) |  |  |
|                      |  |  |

| Девятая авеню (1916) |  |
|                      |  |

| Черч-авеню (1933) |  |
|                   |  |

|  |  |
|  |  |

|  |  |
|  |  |
|  |  |
|  |  |
|  |  |
|  |  |

Проходящие по линии маршруты в зависимости от дня недели и времени суток
| Берген-стрит — Черч-авеню                      | Часы пик | Остальное время |
| ---------------------------------------------- | -------- | --------------- |
| Экспресс-пути                                  | <F>      | —               |
| Локальные пути                                 | F · G    | F · G           |
| — в пиковом направлении; — в обратном пиковому |          |                 |

| Авеню Ай — Авеню Пи                            | Часы пик | Остальное время |
| ---------------------------------------------- | -------- | --------------- |
| Экспресс-пути                                  | —        | —               |
| Локальные пути                                 | F · <F>  | F               |
| — в пиковом направлении; — в обратном пиковому |          |                 |

Станции на линии
| Условные обозначения |
| для дней и часов работы маршрутов (более точно указано во всплывающих подсказках при этих обозначениях): |
| --- |
| круглосуточно круглосуточно, кроме ночи круглосуточно, кроме будней днём (либо часов пик) в пиковом направлении в будни днём (и, возможно, вечером) в будни круглосуточно в часы пик в будни днём (либо в часы пик) в пиковом направлении в будни днём (либо в часы пик) в направлении, обратном пиковому в выходные ночью ночью и в выходные (и, возможно, вечером) нет движения поездов |

| F — круглосуточно · F — круглосуточно · <F> — в часы пик в пиковом направлении · <F> — в часы пик в пиковом направлении |
| \| \| \| \| \| \| |
| |
| |
| |

|  |
|  |
|  |

| A — круглосуточно · A — круглосуточно · C — круглосуточно, кроме ночи · C — круглосуточно, кроме ночи                                                                 | на той же станции     |
| N — ночью · N — ночью · R — круглосуточно · R — круглосуточно · W — часть рейсов в часы пик в пиковом направлении · W — часть рейсов в часы пик в пиковом направлении | Джей-стрит — Метротек |

|  |  |                                       |
|  |  | G — круглосуточно · G — круглосуточно |
|  |  |                                       |

| D — ночью · D — ночью · N — ночью · N — ночью · R — круглосуточно · R — круглосуточно · W — часть рейсов в часы пик в пиковом направлении · W — часть рейсов в часы пик в пиковом направлении | Девятая улица |

|  |  |
|  |  |
|  |  |

|  |  |
|  |  |
|  |  |

| Q — круглосуточно · Q — круглосуточно |

| D — круглосуточно · D — круглосуточно · N — круглосуточно · N — круглосуточно · Q — круглосуточно · Q — круглосуточно |

Ниже — так называемый челнок Калвера, бывший частью линии до её соединения с подземной линией Ай-эн-ди, отделённый от неё и позже демонтированный:
| … |  |  |
|   |  |  |
| … |  |  |
|   |  |  |

|                                       |  |  |
| D — круглосуточно · D — круглосуточно |  |  |
|                                       |  |  |

|                                       |  |  |
| D — круглосуточно · D — круглосуточно |  |  |
|                                       |  |  |

| |  | |
| |  | F — круглосуточно · F — круглосуточно · <F> — в часы пик в пиковом направлении · <F> — в часы пик в пиковом направлении · G — круглосуточно · G — круглосуточно |
| |  | |
| F — круглосуточно · F — круглосуточно · <F> — в часы пик в пиковом направлении · <F> — в часы пик в пиковом направлении |  | |